# La guerra sacra
La guerra sacra (in russo Свящèнная войнà?, Svjaščènnaja Vojnà, noto anche come in russo Вставàй, странà огрòмная!?, Vstavàj, stranà ogròmnaja, "Alzati, immenso Paese!") è stato ed è ancora uno dei più famosi brani musicali sovietici associati alla seconda guerra mondiale. La musica è di Aleksandr Aleksandrov, fondatore del Coro dell'Armata Rossa e compositore della musica dell'inno nazionale dell'Unione Sovietica. I testi sono di Vasilij Ivanovič Lebedev-Kumač.
Esistono numerosi adattamenti in lingua straniera di questa canzone, tra i quali la versione tedesca, Der Heilige Krieg (scritta da Stephan Hermlin) e quella ungherese, Fel, küzdelemre, hős haza.
La canzone viene spesso eseguita durante il Giorno della Vittoria nella Federazione Russa e nelle repubbliche post-sovietiche.

## Testo
| Вставай, страна огромная, Вставай на смертный бой С фашистской силой тёмною, С проклятою ордой. Припев: (2x) Пусть ярость благородная Вскипает, как волна! Идёт война народная, Священная война! Дадим отпор душителям Всех пламенных идей, Насильникам, грабителям, Мучителям людей! Припев Не смеют крылья чёрные Над Родиной летать, Поля её просторные Не смеет враг топтать! Припев Гнилой фашистской нечисти Загоним пулю в лоб, Отребью человечества Сколотим крепкий гроб! Припев (2x) | Vstavàj, stranà ogròmnaja Vstavàj na smèrtnyj boj! S fašìstskoj sìloj tjòmnoju, S prokljàtoju ordòj. Pripev: (2x) Pust’ jàrost’ blagoròdnaja Vskipàjet, kak volnà! Idjòt vojnà naròdnaja, Svjaščènnaya vojnà! Dadìm otpòr dušìteljam Vsekh plàmennykh idèj, Nasìl’nikam, grabìteljam, Mučìteljam ljudèj! Pripev Ne smèjut kryl’ja čòrnyje Nad Ròdinoj letàt’, Pòlja jejò prostòrnyje Ne smèjet vrag toptàt’! Pripev Gnilòj fašìstskoj nèčisti Zagònim pùlju v lob, Otrèb’ju čelovèčestva Skolòtim krèpkij grob! Pripev (2x) | Sorgi, o terra immensa, Sorgi all'ultima battaglia! Contro l'oscura forza fascista, Contro l'orda maledetta. Ritornello: (2x) Possa nobile la tua ira Correre come onda! È la guerra del popolo, È la guerra tua sacra! Resistiamo agli oppressori Di ogni alto ideale, Ai carnefici, predatori, Torturatori dell'umanità! Ritornello Non osino le ali nere La nostra Patria sorvolare, I suoi campi sconfinati Non osi il nemico violare! Ritornello Alla sordida feccia fascista Piazzeremo una pallottola in fronte, Al rifiuto dell'umanità Scaveremo una fossa profonda! Ritornello (2x) |